# Платон (Петров)
Платон (Петров) (в миру Петров Платон Мефодійович; 18 листопада 1871, Катеринослав — 4 травня 1922, Умань) — архієрей РПЦ, єпископ Уманський, церковний публіцист, педагог та богослов. Батько Віктора Платоновича Петрова (В. Домонтовича).

## Біографія
Народився в родині Мефодія Наумовича Петрова (1829?-1907), дяка церкви при Катеринославській губернській земській лікарні, пізніше - заштатного псаломщика катеринославської церкви Богоматері і Всіх Скорботних Радості.
Закінчив Катеринославське духовне училище, Катеринославську духовну семінарію, Катеринославську протисектантську місіонерську школу; у 1891 р. став псаломщиком Катеринославського кафедрального Преображенського собору. У 1892 р. одружився з Марією Вікторівною Преображенською, донькою Віктора Івановича Преображенського, ректора Катеринославської духовної семінарії. У шлюбі народилося двоє дітей: Віктор та Анна (померла в 1898 р.). Того ж року був висвячений на священника та скерований на служіння в с. Ясинувате Бахмутського повіту Катеринославської губернії (нині районний центр у Донецькій області). За пів року повернувся до Катеринослава, де став священником Катеринославської Тюремної церкви.
У 1898 р., після смерті дружини від туберкульозу, вступає до Київської Духовної Академії, яку закінчує в 1902 р., захистивши кандидатську дисертацію на тему "Вѣра въ Новом Завѣтѣ и морально-философскихъ воззреніяхъ настоящаго".
З 1902 р. живе в Одесі разом з сином. У 1902-1904 працює законовчителем осіб православного віросповідання в Одеському казеному реальному училищі та служить настоятелем церкви при тому ж училищі. У 1904-1907 працює законовчителем в Одеському комерційному училищі імені імператора Миколи ІІ (нині Одеський національний економічний університет) та священником Олександро-Невської церкви при тому ж училищі; паралельно працює законовчителем у комерційному училищі Г. Ф. Файта .
З 1907 р. живе у Холмі (нині Хелм). У 1907-1911 працює викладачем основного, морального і догматичного богослов'я у Холмській духовній семінарії. У 1911 приймає чернецтво та стає інспектором семінарії. Паралельно з 1907 р. служить священником Холмського православного кафедрального собору.
З 1913 р. живе у Києві. У 1913-1917 працює викладачем церковної історії в Київській духовній академії. У 1916 р. отримує сан протоієрея, а в 1917 стає ректором академії та отримує сан архімандрита.
З 1920 р. живе в Умані, отримавши рукоположення в сан єпископа Уманського та обійнявши посаду вікарія Київської єпархії. Став жертвою репресій комуністичної влади, помер 4 травня 1922 р. та був похований на території монастиря. У 1943 р. був перепохований на території біля Свято-Успенського храму.
Згідно з інформацією з офіційного сайту Уманської єпархії УПЦ, мощі єпископа Платона є чудотворними.

## Твори
- «Главныя направленія современной философской морали» (1905)
- «Слова, рѣчи и поученія, произнесенныя Воспитанникамъ Одесскаго Реальнаго Училища (1902-1904 г.)» (1905)
- «Модернізмъ» (1909)
- «Маріавитство» (1910)
- «Описаніе юбилейныхъ торжествъ въ Холмской духовной семинаріи» (1910)
- «Очерки изъ исторіи церковно-общественной жизни въ эпоху Петра Великого» у 2х тт. (1911-1912)